# Turanska språk
Turanska språk är en av Friedrich Max Müller på 1850-talet införd benämning på en språkgrupp, som inte längre används i språkvetenskapen. I sin vidaste tolkning, som aldrig var noggrant bestämda omfattar alla den alla språk i Asien och Europa (utom baskiskan) som inte är indoeuropeiska eller semitiska. I turanska språk ingår alltså ural-altaiska språk, hyperboreiska språk, dravidiska språk, malajisk-polynesiska språk, samt även de östasiatiska språken, en rent geografisk gruppering som inkluderar de självständiga språken japanska, koreanska och de så kallade enstaviga språken i Kina, Vietnam, Siam, Myanmar och Tibet. Dock utnyttjades begreppet turanska språk oftast i mer begränsad betydelse om de fyra först nämnda språkgrupperna samt japanska, och många fall uteslöts även de malajisk-polynesiska språken.
Varken Müller eller någon annan lyckades dock uppvisa några betydelse gemensamma morfologiska drag hos dessa turanska språk, oavsett om begreppet tolkades i sin vidare eller mer begränsad innebörd. Än mindre hittades någon överensstämmelse i rötter. Begreppet turanska språk övergavs därför av språkvetenskapen under slutet av 1800-talet, då det ansågs missvisande.